# Medaglia per la repressione delle rivolte in Ungheria e Transilvania
La Medaglia per la repressione delle rivolte in Ungheria e Transilvania (detta anche Medaglia per la pacificazione di Ungheria e Transilvania, in russo: Медаль «За усмирение Венгрии и Трансильвании») è una medaglia commemorativa attribuita dall'impero russo a quanti avessero preso parte alla repressione delle rivolte in Ungheria e Transilvania.

## Storia
La medaglia venne istituita ufficialmente dallo zar Nicola I di Russia il 22 gennaio 1850 per ricompensare quanti avessero preso parte alle operazioni di repressione delle rivolte in Ungheria e Transilvania tra il 1848 ed il 1849.

## Concessioni
La medaglia venne assegnata a tutto il personale militare, combattente e non, che avesse preso parte alla repressione delle rivolte in Ungheria e Transilvania.

## La medaglia
La medaglia, in argento, aveva il diametro di 29 mm. Sul diritto, la medaglia presentava un'aquila imperiale russa con in petto lo stemma dello zar, sovrastata dall'occhio della Provvidenza ed attorniata dalla legenda in cirillico: "Con noi comprensione e sottomissione". Sul rovescio la medaglia era piana con al centro la scritta in cirillico: "Per la pacificazione di Ungheria e Transilvania - 1849". Il nastro era quello dell'Ordine di Sant'Andrea combinato a quello di San Vladimiro.
Vennero coniate in tutto 213.593 medaglie dalla zecca di San Pietroburgo, altre vennero stampate con alcune piccole varianti da officine private, tra cui alcune realizzate in bronzo e poi argentate per contenere le spese.

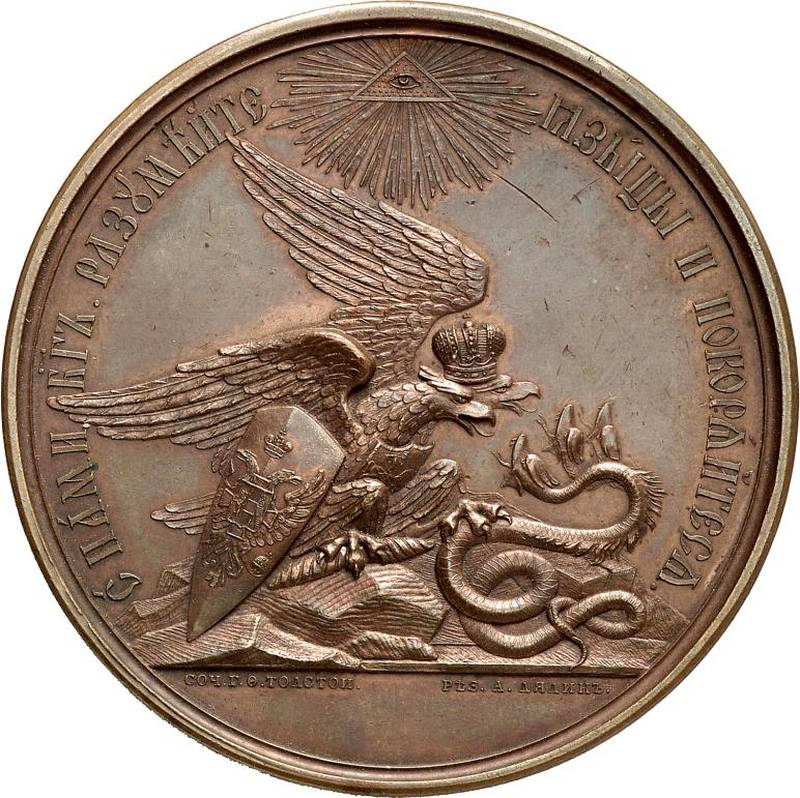
La medaglia a posare realizzata per gli alti ufficiali dell'esercito russo

Venne realizzata anche una medaglia a posare destinata a ricompensare generali, alti ufficiali d'esercito e personalità del mondo della cultura russa che si fossero impegnate a favore dell'unità nazionale e nella repressione delle rivolte con le loro opere. Essa aveva il diametro di 70 mm ed era realizzata in argento o bronzo. Sul diritto presentava l'immagine dell'aquila russa che si abbatte su un serpente a tre teste, mentre sul rovescio riportava la scritta: "L'ESERCITO VITTORIOSO RUSSO HA SPEZZATO E VINTO LA RIBELLIONE IN UNGHERIA E TRANSILVANIA NEL 1849". Tra coloro che la ricevettero si ricordano Fëdor Petrovič Tolstoj e Aleksandr Pavlovič Ljalin.